# Dárfúrský sultanát
Dárfúrský sultanát neboli sultanát Dárfúr (arabsky سلطنة دارفور‎) byl předkoloniální muslimský stát ve východní Africe na území současného Súdánu. Existoval v letech 1603–1874 a následně podruhé mezi lety 1898–1916. 24. října 1874 byl dobyt súdánským vojevůdcem az-Zubajrem a přerušen povstáním Mahdího, které roku 1898 potlačily britsko-egyptské sbory, Mahdího říše padla a sultanát Dárfúr se dočkal obnovy, ale ne na dlouho. Sultán Ali Dinar byl proturecký a tak po vstupu Osmanské říše do první světové války a po vyhlášení džíhádu vypověděl britům svoji věrnost. Následovala Britsko-Egyptská invaze. Roku 1916 byl sultanát anektován Brity a území bylo včleněno do kondominia Anglo-egyptského Súdánu.